# THE BEST OF DETECTIVE CONAN 5 ~명탐정 코난 테마곡집 5~
《THE BEST OF DETECTIVE CONAN 5 ~명탐정 코난 테마곡집5~》는 아오야마 고쇼 원작의 TV 애니메이션 《명탐정 코난》의 테마곡집 제5탄. 

## 내용
- 애니메이션 《명탐정 코난》의 테마곡집 제5탄.
- 수록곡은 32번째 오프닝으로부터 7곡과, 39번째 엔딩으로부터 9곡을 수록. 하지만, 지금까지의 테마곡집과는 다르며, 극장판 주제가는 전혀 수록되지 않았다. 또, 2014년 현재의 오프닝 〈DYNAMITE〉과 엔딩 〈무적의 하트〉는 쿠라키 마이의 베스트 음반 《MAI KURAKI BEST 151A -LOVE & HOPE-》에 수록되었기 때문에 미수록되어 있다.
- 초회반에 수록하고 있는 DVD에는 본작 수록악곡이 사용되고 있는 여는 곡과 닫는 곡의 영상이, 논텔롭으로 수록되어있다.
- 오리콘 데일리 차트에서는 5위로 첫등장하며, 다음 날에는 2위에 랭크업. 그리고, 초동 1.2만장을 기록하고, 오리콘 위클리 차트에서 2위로 들어갔다.
- 가넷 크로우로 코난 제공 노래가 수록된 마지막 음반이 되고 있다.

## 수록곡

### DISC-1
| #   | 제목                                              | 작사                                  | 작곡              | 편곡                                            | 재생 시간 |
| --- | ------------------------------------------------- | ------------------------------------- | ----------------- | ----------------------------------------------- | --------- |
| 1.  | 〈Greed〉 (KNOCK OUT MONKEY)                      | w-shun                                | KNOCK OUT MONKEY  | KNOCK OUT MONKEY, 오시마 코스케                 | 3:49      |
| 2.  | 〈Butterfly Core〉 (VALSHE)                       | VALSHE                                | minato            | 사이토 신야                                     | 4:21      |
| 3.  | 〈Q&A〉 (B'z)                                     | 이나바 코시                           | 마츠모토 타카히로 | 마츠모토 타카히로, 이나바 코시, 테라치 히데유키 | 4:16      |
| 4.  | 〈TRY AGAIN〉 (쿠라키 마이)                       | 쿠라키 마이                           | 토쿠나가 아키히토 | Cybersound                                      | 4:30      |
| 5.  | 〈그대의 눈물에 이렇게 사랑하고 있어〉 (나츠이로) | 오쿠노 카유                           | 오노 아이카       | 하야마 타케시                                   | 4:44      |
| 6.  | 〈Miss Mystery〉 (브레이커즈)                     | 다이고                                | 다이고            | 브레이커즈                                      | 3:47      |
| 7.  | 〈Misty Mystery〉 (가넷 크로우)                   | 아즈키 나나                           | 나카무라 유리     | 후루이 히로히토                                 | 4:20      |
| 8.  | 〈RAIN MAN〉 (아키히데)                           | 아키히데                              | 아키히데          |                                                 | 5:38      |
| 9.  | 〈지금 보고 싶아서…〉 (다이고)                    | 다이고                                | 다이고            | 타쿠미 마사노리                                 | 5:11      |
| 10. | 〈그대의 미소가 무엇보다도 좋았어〉 (시카고 푸들) | 츠지모토 켄지, 야마구치 노리히토,＋DN | 하나자와 코타     | 이와쿠라 사토시                                 | 4:33      |
| 11. | 〈눈동자의 멜로디〉 (보이프렌드)                  | La Terre                              | K&K Factory       | 무나카타 히토시                                 | 5:02      |
| 12. | 〈사랑에 사랑해서〉 (쿠라키 마이)                 | 쿠라키 마이                           | GIORGIO CANCEMI   | Cybersound                                      | 4:13      |
| 13. | 〈오버라이트〉 (브레이커즈)                       | 다이고                                | 아키히데          | 브레이커즈                                      | 4:43      |
| 14. | 〈슬플 정도로 오늘 석양은 아름답구나 〉 (grram)   | 코리미즈 치아키                       | 토쿠나가 아키히토 | 오카모토 히토시                                 | 3:52      |
| 15. | 〈Your Best Friend〉 (쿠라키 마이)                | 쿠라키 마이, GIORGIO 13               | GIORGIO CANCEMI   | GIORGIO CANCEMI                                 | 5:53      |
| 16. | 〈필그림〉 (B'z)                                  | 이나바 코시                           | 마츠모토 타카히로 | 마츠모토 타카히로, 이나바 코시, 테라치 히데유키 | 4:00      |

### DISC-2
| #  | 제목                                   | 재생 시간 |
| -- | -------------------------------------- | --------- |
| 1. | 〈Misty Mystery〉                      |           |
| 2. | 〈Miss Mystery〉                       |           |
| 3. | 〈그대의 눈물에 이렇게 사랑하고 있어〉 |           |
| 4. | 〈TRY AGAIN〉                          |           |
| 5. | 〈Q&A〉                                |           |
| 6. | 〈Butterfly Core〉                     |           |
| 7. | 〈Greed〉                              |           |

| #   | 제목                                   | 재생 시간 |
| --- | -------------------------------------- | --------- |
| 8.  | 〈필그림〉                             |           |
| 9.  | 〈Your Best Friend〉                   |           |
| 10. | 〈슬플 정도로 오늘 석양은 아름답구나〉 |           |
| 11. | 〈Over Write〉                         |           |
| 12. | 〈사랑에 사랑해서〉                    |           |
| 13. | 〈눈동자의 멜로디〉                    |           |
| 14. | 〈그대의 미소가 무엇보다도 좋았어〉    |           |
| 15. | 〈지금 보고 싶어서…〉                  |           |
| 16. | 〈RAIN MAN〉                           |           |